# Nazionale femminile di pallavolo dell'Uzbekistan
La nazionale femminile di pallavolo dell'Uzbekistan è una squadra asiatica ed oceaniana composta dalle migliori giocatrici di pallavolo dell'Uzbekistan ed è posta sotto l'egida della Federazione pallavolistica dell'Uzbekistan.

## Risultati

### Competizioni AVC
| 1975 | non esistente   | -            |
| 1979 | non esistente   | -            |
| 1983 | non esistente   | -            |
| 1987 | non esistente   | -            |
| 1989 | non esistente   | -            |
| 1991 | non qualificata | -            |
| 1993 | 6º posto        | Convocazioni |
| 1995 | non qualificata | -            |
| 1997 | 6º posto        | Convocazioni |
| 1999 | 7º posto        | Convocazioni |
| 2001 | non qualificata | -            |
| 2003 | non qualificata | -            |
| 2005 | non esistente   | -            |
| 2007 | 13º posto       | Convocazioni |
| 2009 | 12º posto       | Convocazioni |
| 2011 | non qualificata | -            |
| 2013 | non qualificata | -            |
| 2015 | non qualificata | -            |
| 2017 | non qualificata | -            |
| 2019 | non qualificata | -            |
| 2023 | 14º posto       | Convocazioni |

| 2022 | 4º posto        | Convocazioni |
| 2023 | 8º posto        | Convocazioni |
| 2024 | non qualificata | -            |